# Johann Heinrich Schotten
Johann Heinrich Schotten (* 1643 in Grebenstein; † September 1728 in Kassel) war Bürgermeister von Kassel.

## Leben
Schotten war der Sohn des Schultheißen und kaiserlichen Notars Franz Schotten (um 1610–1684) und dessen Ehefrau Katharina von Haxthausen, der Tochter des Rentmeisters in Hofgeismar, Herbold von Haxthausen. Er heiratete am 12. August 1673 in Kassel in erster Ehe Margarethe Elisabet Kopp († 1674), die Tochter des Kammerrats Philipp Heinrich Kopp. Am 25. Januar 1676 heiratete er in Kassel in zweiter Ehe Katharina Elisabeth Lucanus, die Tochter des Hofpredigers Konrad Lucanus.
Er besuchte die Schule in Hofgeismar und das Korbacher Gymnasium. Danach studierte er ab 1660 Rechtswissenschaften in Marburg. 1664 setzte er das Studium in Rinteln und 1668 wieder in Marburg fort. Dort erwarb er 1670 das Lizentiat. 1676 wurde er zum Dr. jur. promoviert. Er war zunächst Advocat und dann 1689 bis 1691 Bürgermeister von Kassel und gleichzeitig Scholarch der Stadtschulen. Danach war er Rat und Advocatus fisci und zuletzt Regierungsrat in Kassel.

## Werke
- De cessione bonorum, Marburg, 1670